# Виреоны
Виреоны, или настоящие виреоны (лат. Vireo), — род воробьиных птиц из семейства виреоновых.

## Распространение и образ жизни
Большинство видов обитают в Центральной Америке и на севере Южной Америки. Практически все виды — перелётные, однако, кроме периодов миграции, виреоны редко летают на большие расстояния.
Живут в подлесках, кронах деревьев, мангровых болотах. Большинство видов селятся парами или большими группами. Гнёзда строят из листьев и коры.
Виреоны имеют матовое оперение зелёного цвета, иногда с коричневой или серой спинкой. Напоминают внешне пеночку-трещотку, но крупнее. Клюв у многих видов имеет на кончике изгиб. Большинство самцов-виреонов — певчие птицы, однако песня несложная и однообразная. 
Питаются насекомыми, фруктами, иногда пауками и моллюсками. 

## Классификация
Международный союз орнитологов относит к роду 34 вида:
- Vireo altiloquus (Vieillot, 1808) — Черноусый виреон, или белобровый виреон
- Vireo approximans Ridgway, 1884
- Vireo atricapilla Woodhouse, 1852 — Черноголовый виреон
- Vireo bairdi Ridgway, 1885 — Островной виреон
- Vireo bellii Audubon, 1844 — Виреон Белла
- Vireo brevipennis (P. L. Sclater, 1858) — Шиферный виреон
- Vireo caribaeus Bond & Meyer de Schauensee, 1942 — Карибский виреон
- Vireo carmioli S. F. Baird, 1866 — Желтополосый виреон
- Vireo cassinii Xántus de Vésey, 1858
- Vireo chivi (Vieillot, 1817)
- Vireo crassirostris (H. Bryant, 1859) — Толстоклювый виреон
- Vireo flavifrons Vieillot, 1808 — Желтогорлый виреон
- Vireo flavoviridis (Cassin, 1851)
- Vireo gilvus (Vieillot, 1808) — Поющий виреон
- Vireo gracilirostris Sharpe, 1890
- Vireo griseus (Boddaert, 1783) — Белоглазый виреон
- Vireo gundlachii Lembeye, 1850 — Кубинский виреон
- Vireo huttoni Cassin, 1851 — Короткоклювый виреон
- Vireo hypochryseus P. L. Sclater, 1863 — Золотобрюхий виреон
- Vireo latimeri S. F. Baird, 1866 — Пуэрто-риканский виреон
- Vireo leucophrys (Lafresnaye, 1844)
- Vireo magister (S. F. Baird, 1871) — Юкатанский виреон
- Vireo masteri Salaman & Stiles, 1996
- Vireo modestus P. L. Sclater, 1861 — Ямайский виреон
- Vireo nanus (Lawrence, 1875) — Плоскоклювый виреон
- Vireo nelsoni Bond, 1934 — Карликовый виреон
- Vireo olivaceus (Linnaeus, 1766) — Красноглазый виреон
- Vireo osburni (P. L. Sclater, 1861) — Виреон Осбурна
- Vireo pallens Salvin, 1863 — Мангровый виреон
- Vireo philadelphicus (Cassin, 1851) — Тонкоклювый виреон
- Vireo plumbeus Coues, 1866
- Vireo sclateri (Salvin & Godman, 1883)
- Vireo solitarius (A. Wilson, 1810) — Сероголовый виреон
- Vireo vicinior Coues, 1866 — Серый виреон